# Pierre du Terrail de Bayard

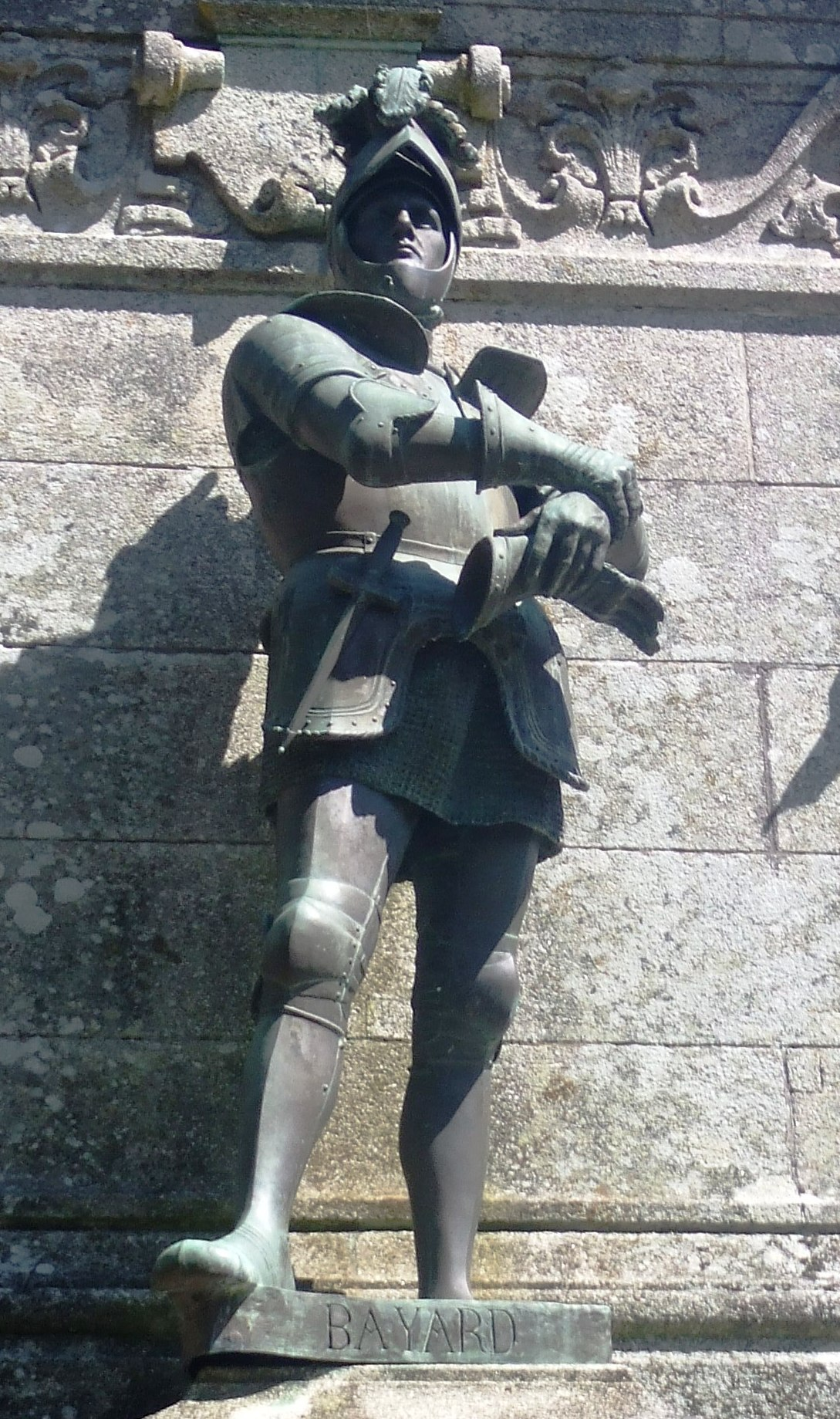
Pomnik P. Bayarda w Sainte-Anne-d’Auray

Pierre du Terrail seigneur de Bayard (ur. 1473, zm. 1524) – syn drobnego szlachcica z Delfinatu. Obok Gastona de Foix – księcia de Nemours, Bertranda de Chambert oraz Jacques'a de La Palice prawdopodobnie najbardziej utalentowany dowódca francuski doby wojen włoskich.
W 1495 brał udział w bitwie pod Fornuovo, a także w bitwie pod Seminarą, gdzie przyczynił się do przegranej de Cordoby. Po klęsce w bitwie pod Cerignolą (1503) dowodził obroną twierdzy Gaeta. Osłaniał wraz z de Chambertem odwrót wojsk francuskich rozbitych w bitwie nad Garigliano (1503). W opowieści, która weszła do skarbca francuskiej tradycji szlacheckiej, Bayard bronił podobno mostu na rzece Garigliano sam przeciwko 200 Hiszpanom. Oblegał w 1508 Genuę, a w 1512 Brescię.
Zginął, trafiony kulą z arkebuza, w 1524 podczas walk pod Lodi.
Był owianym legendą, ostatnim z „rycerzy bez trwogi i skazy” (fr. le Chevalier sans peur et sans reproche).